# 家有儿女
《家有儿女》（英語：Home with Kids）是一部中国大陆情景喜剧，讲述了两个离异重組家庭结合后成为一家五口的生活故事。该剧的收视群原本预计是以少年儿童和家长为主，但是较高的收视率表明收视群比预计更广泛。全劇一共4季367集。
该剧于2004年4月29日投拍，2005年2月12日起第一部在北京电视台首播。现在其第一、二、三部各100集，第四部67集都已结束首播，并仍在中央电视台和各地方电视台重播。
该剧号称“打造中国版《成长的烦恼》”。也正因为如此，大陆网上能找到一些网友比较两剧得出的看法。2008年，家有儿女推出了动画版，並分兩部播映。
在第三部和第四部中，前两部饰演夏雪的演员杨紫因各種原因辞演该角，改由留美归国的宁丹琳饰演。

## 剧情简介
男主人夏东海（高亚麟饰）是儿童剧院编导，曾随前妻玛丽赴美国陪读工作，途中离婚而带小儿子夏雨（尤浩然饰）回国。回国后他与某大医院护士长刘梅（宋丹丹饰）结婚，刘梅还带着一子刘星（张一山饰），家庭随后加上夏东海出国时留在国内长大的大女儿夏雪（杨紫、宁丹琳饰）。五个人的新家庭正式组成，各种各样有趣的故事就这样围绕这一家子展开……
从第二部开始，该剧增添许多社会元素，但主题保持不变，依然是探讨家庭生活中孩子成长的各种问题，比如学习、交友、诚信、爱心、兴趣、观念冲突等普遍关注的社会问题。而在第三部与第四部中，三个孩子相继长大，故事开始着重对大学生恋爱、青春期叛逆、高考失利、儿童心理等方面问题进行探讨。

## 角色

### 一家人
| 角色   | 演员                              | 介绍 | 登场 季数 |
| 夏东海 | 高亚麟                            | 一家的男主人，名牌大学本科生毕业，原是某儿童剧院的编导（第一部），后来因为不满自己剧本的选角问题而辞职。之后碰巧因为刘星画的漫画被《京城少年》杂志社看中发表，有教育背景的他被杂志社聘为编辑部主任（第二部），乃至慢慢荣升为总编（第三部）。一家子中的开心果，性格开明、宽容、幽默且爱逞强，喜欢熬夜刻苦看书和工作。但在生活上比较懒散，不爱运动或是做家务，尤其最不擅长做饭，唱歌会跑调。从不动手打孩子，教育孩子注重平等、尊重、理解，不过有时会过度而出现意想不到的后果。 | 全季      |
| 刘梅   | 宋丹丹                            | 一家的女主人，某医院护士长，一家的家务都由她来做，个性执著、坚强，经常为了想要得到的结果而付出一切。总认为自己十分温柔、宽容，实际上是一个小肚鸡肠、听风是雨的斗鸡眼，鸡毛蒜皮的小事都会动怒，连对自己的家人都不可理喻。生活上还容易贪便宜，好奇心也旺盛，经常想知道孩子们的想法和所为。因为思想传统、望子成龍，最为看重孩子们的学习成绩，不希望他们做任何会耽误学习的事情，大多数时间会偏袒听话学习好的女儿夏雪，因而经常被儿子刘星抱怨说“我还是她亲生的吗？”。             | 全季      |
| 夏雪   | 杨紫（第1-2部） 宁丹琳（第3-4部） | 夏东海长女，高中生，自信独立，成绩优秀，争强好胜。但非常自负，总是一副理直气壮的样子，还未成年就嗜酒。起初对父亲再婚相当不适应，刚到新家时还曾给后母刘梅一个“下马威”，制造“早恋”来吓唬父母；一段时间过后才感受到新家的温暖。时常与刘星对着干，但很多时候都依赖他的歪点子。高考时仅差三分而落榜清华大学，使她经历人生第一大失败，随后一度迷失方向、充满叛逆，决定出去独自创业。但由于眼高手低而处处碰壁，听完父亲的忠言才重新找回自我，回到家人身边重补学业（第三部）。       | 全季      |
| 刘星   | 张一山                            | 刘梅之子，初中生，后来勉强考上高中（第四部）；但不管在哪里，学习成绩常令刘梅头痛。一家的活宝，大多数麻烦的制造者。坏毛病一大堆，一向好的不学、专学坏的，尤其爱跟人攀比。但本性善良朴实、必要时候能分得清是非。身材看似“瘦弱”，体育却很不错，对身边的朋友重情重义。一直以来爱好广泛，但大多都只是折腾一时，即使在最后展现出一点厨艺天份，但还是因为怕吃苦而放弃（第三部）。想象力丰富，脑子里经常有些新奇的想法，有好主意也有馊主意，随着成长也开始经历各种新的问题。         | 全季      |
| 夏雨   | 尤浩然                            | 夏东海次子，小学生，以“小海归”自居，时常不明白一些成语而闹笑话。因为贪吃而身材肥胖，尤其最爱吃冰激凌等甜品。人小鬼大，身为继刘星之后潜在的第二麻烦制造者，喜欢搞恶作剧以及打小报告，但最不擅长撒谎，一旦犯错会用自己年龄小等各种理由瞒过父母，无奈很多次都要由刘星背锅。为人非常自大，什么好处都喜欢在同学面前吹牛、炫耀，导致夏东海有时不得不想办法圆他的话。小小年纪已经学会讲条件，会想各种方法讨女生的欢心，由于体育不好而不擅长打架，有时会找刘星来帮忙“摆平”。         | 全季      |

### 其他人物
| 角色   | 演员                               | 介绍 | 登场 季数 |
| 夏祥   | 文兴宇                             | 夏东海的父亲，喜欢仨孩子，但比较吹毛求疵，凡事都讲究忆苦思甜、思想教育。不主张溺爱，更为主张对孩子的锻炼，导致他总是跟姥姥不对盘。                                         | 1-2       |
| 范晓英 | 孙桂田                             | 刘梅的母亲，也喜欢仨孩子，但十分溺爱，对孩子们过于纵容，因此做法跟爷爷南辕北辙，总在关键时刻出面袒护他们，也多次为孩子的事情和爷爷发生争吵。                               | 全季      |
| 胡一统 | 马书良                             | 刘星的亲生父亲，个性憨厚、风趣，手头总是很拮据，但也时不时会做出一些大手笔，有过几次上新闻的见义勇为。去看望儿子大多是为了蹭饭，之后跟夏家的新邻居杨欣走到一起。           | 全季      |
| 玛丽   | 戚慧（第1-2部） 傅羽佳（第3-4部）  | 夏雪和夏雨的亲生母亲，财大气粗的企业家，大多数时间住在国外，将自己的事业摆在第一位。有时候会回来看看孩子，对孩子过于注重物质，想把孩子教育成“社会精英”。                   | 全季      |
| 林宁   | 张艺文                             | 绰号“鼠标”，刘星的死党之一，体型臃肿、爱吃，成绩和刘星一样差，在家经常受父母体罚，导致他缺乏自信，还曾经离家出走过。虽然经常受刘星照顾，但很多时候会见风使舵。             | 全季      |
| 盛超   | 盛超                               | 绰号“键盘”，刘星的死党之一，在校成绩也不好，但家里十分有钱，因此要什么有什么，经常得到刘星的羡慕。有时会给刘星出谋划策，但大多都是馊主意。                                 | 全季      |
| 朵朵   | 段丽阳                             | 夏雨的同班兼爱恋对象，为人温柔、体贴，经常和夏雨一起玩。曾被夏雨表示过多次爱慕，是夏雨每次送礼或是拿东西炫耀时第一想到的人。                                               | 全季      |
| 二胖   | 翟真景                             | 夏雨的同班兼死党，與夏雨和朵朵是形影不离的铁三角，有时会是夏雨的情敌和对手。但因为在校成绩不好，有时会找夏雨当靠山。                                                       | 全季      |
| 菲菲   | 冉倩                               | 夏东海的远方表妹，在北京从事模特行业，青春靓丽，但遇到感情挫折会变得恍恍惚惚、失魂落魄的样子，总是会教孩子们一些稀奇古怪的知识。                                           | 1-3       |
| 陈小兰 | 张海燕                             | 绰号“胖婶”，社区的热心大婶，居委会的领导，起初在刘梅医院看过病而和她一家子相识，很快便混熟而变成知心朋友，常来夏家传达社区的一些情况且给予帮助。                           | 全季      |
| 佳佳   | 胡怡（第1-2部） 杨丽晓（第3-4部）  | 胖婶的女儿，小学生，经常让夏雪给她辅导功课。第三部开始由于演员换人，人物设定从小学生直接变成高中生，还与刘星是同班同学。                                                   | 全季      |
| 尚西山 | 句号                               | 夏东海的大学同学，做一些文艺业务工作，时常盯着夏东海的新作品。爱吃茶叶蛋，凡事只看利益，很多时候和夏东海不仅名字“一上一下”，就连对剧本的要求和看法都背道而驰。             | 1-2       |
| 林大飞 | 田小兵（第1部） 陈征（第2-4部）    | 鼠标的父亲，粗暴严厉，总是用体罚来教育儿子，唯独斗不过刘星的机智。不太看重学习，在家强迫儿子练举重，想让儿子考体校；即使爱打骂，心理还是非常关心儿子。                     | 全季      |
| 张艾言 | 刘岩（第1、3-4部） 李勤勤（第2部） | 鼠标的母亲，态度比较温和，不会体罚儿子，但比较多疑，必要时还是会保持严厉。习惯四处打探儿子的各种动向，有时跟刘梅有共同语言。                                               | 全季      |
| 戴天高 | 曹力                               | 刘梅的中学同学，离婚后和女儿搬到刘梅一家住的社区而重逢。整天将工作放在首位，也经常只在金钱上满足女儿，有时会到夏家蹭饭。                                                   | 2         |
| 戴明明 | 林好                               | 戴天高的女儿，刚搬来就和夏雪结成好友，个性在父亲的惯养下变得倔强、自负又叛逆。生活上喜爱追求刺激，不满父亲只顾事业，也坚决反对父亲再婚。                                   | 2         |
| 杨欣   | 杨青                               | 夏家新搬来的邻居，独自抚养一女的单亲妈妈，在某房屋安全系統公司上班。羡慕知识分子阶层，因夏家关系而偶然认识胡一统，成为他的后任妻子。是一个慢性子，讲话方式让人感到不舒服。 | 3         |
| 淘淘   | 董烨                               | 杨欣和她前夫所生的女儿，人如其名，活泼好动，社区中知名的捣蛋鬼。表面看似强悍，但由于母亲总是工作晚回家，导致她在家中缺少安全感，很长一段时间后才接受胡一统当后爸。         | 3-4       |
| 王大伟 | 傅迦                               | 夏家的新邻居，从名牌大学毕业的知识分子，有博士学位。对要孩子的事情望眼欲穿，得知妻子无法生育后只能采取领养方式，心急之下曾经提出过要领养小雨。                             | 3         |
| 张小炎 | 李晓红                             | 王博士的妻子，同样是博士出身的高级知识分子，想要孩子的她却因为身体缺陷而无法生育，跟着丈夫在福利院排队多年。                                                               | 3         |
| 高璐璐 | 盛利                               | 夏雨的新同学，继淘淘之后的第二捣蛋鬼，自小被母亲娇生惯养，导致其个性娇纵、自以为是。对夏雨有好感，总是用恶作剧方式引起他的注意，而且会嫉妒朵朵。                           | 4         |
| 陈玉萍 | 夏力薪                             | 璐璐的母亲，某单位公务员，待任何人都是一知半解、蛮不讲理的态度，成天只爱化妆与打扮。对璐璐十分溺爱，但也不是每次都会满足女儿的种种要求。                                   | 4         |
| 高原   | 傅迦                               | 璐璐的父亲，夏东海的杂志社编辑，长相酷似老王。对孩子注重教养，因此老是和妻子不对盘，有时被自己妻子赶出家门后，会跑到夏家去避难。                                           | 4         |
| 何晓鹏 | 李晔                               | 刘星读高中时的语文老师，从代课老师一下变成新班主任，从不主动骂学生，拥有一套独特的教育方法。喜欢跟刘星斗智，同时还会尽可能地教他利用这些长处，而每一次都会恰到好处。       | 4         |

## 剧集列表
括号内附有当集初登场人物或大事记。

### 第一部
- 第1－2集《下马威》（上、下）<朵朵初登场>
- 第3集《全家福》<胡一统初登场>
- 第4集《好爸爸》<姥姥初登场>
- 第5集《猫鼠之争》<二胖初登场>
- 第6集《我的野蛮父亲》<鼠标、键盘初登场>
- 第7集《老妈，谢谢你》
- 第8集《家有神探》
- 第9集《藏不住的秘密》
- 第10集《角马的故事》<尚西山初登场>
- 第11集《半杯牛奶》
- 第12集《警报》
- 第13集《借鞋风波》
- 第14集《添个大件儿》
- 第15集《距离》<胖婶初登场>
- 第16集《老妈的礼物》
- 第17集《炒作》
- 第18集《谁干的》
- 第19集《老师来家访》
- 第20集《如此防范》
- 第21－22集《阴差阳错》（上、下）
- 第23集《第一的诱惑》
- 第24集《爸爸是高手》
- 第25集《小汇报》
- 第26集《谁能相信我》
- 第27－28集《无处可逃》（上、下）<鼠标父母初登场>
- 第29集《好爸爸坏爸爸》
- 第30集《洗床单》
- 第31集《第四个孩子》<爷爷初登场>
- 第32集《如何面对》
- 第33－34集《英雄气概》（上、下）
- 第35集《礼尚往来》
- 第36集《智慧刘星》
- 第37集《艺术镜框》
- 第38集《迟到的表扬》
- 第39－40集《远方来客》（上、下）
- 第41集《一诺千金》
- 第42集《外星人》
- 第43集《随手关灯》
- 第44集《见义智为》[註 10]
- 第45集《飞来的鲜花》
- 第46集《给妈妈洗脚》
- 第47集《花瓶事件》
- 第48集《给家里打工》
- 第49－50集《诱惑》（上、下）<玛丽初登场>
- 第51集《奶糖与香烟》
- 第52集《妈妈不在家》
- 第53集《换位》
- 第54集《青春变奏曲》
- 第55集《温暖的烛光》
- 第56集《幸福家庭》
- 第57集《少女作家》
- 第58集《富爸爸》
- 第59集《别出声》
- 第60集《暑假特长班》
- 第61－62集《雪儿网站》（上、下）
- 第63集《家有图书馆》
- 第64集《不速之客》
- 第65集《天才推销员》
- 第66集《生日蛋糕》
- 第67集《野菜的故事》
- 第68集《输与赢》
- 第69－70集《亲亲宝贝》（上、下）
- 第71集《双喜临门》
- 第72集《玩的艺术》
- 第73集《比赛风波》
- 第74集《假如我们变老》
- 第75－76集《阳光行动》（上、下）<菲菲初登场>
- 第77集《交友不慎》
- 第78集《偶像争夺战》
- 第79－80集《铃铃的秘密》（上、下）
- 第81集《节约用水》
- 第82集《靓女风波》
- 第83集《班费》
- 第84集《神奇巧克力》
- 第85集《购鞋按揭》
- 第86集《我要去火星》
- 第87集《维权也疯狂》
- 第88集《英雄老爸》
- 第89集《手拉手》
- 第90集《真正的冠军》
- 第91集《予人玫瑰》
- 第92集《我有我美丽》
- 第93集《无声天使》
- 第94集《快乐星期天》
- 第95集《如此荣誉》
- 第96集《狼来了》
- 第97集《左右为难》
- 第98集《我和老妈是哥们》
- 第99集《拔苗助长》
- 第100集《小雪的家教》

### 第二部
- 第1集《团圆年》
- 第2集《除夕风波》
- 第3集《大拜年》
- 第4集《三个保姆一台戏》
- 第5集《迷失的羔羊》
- 第6集《新邻居》<戴明明、戴天高初登场>
- 第7集《冬泳》
- 第8集《克隆刘星》
- 第9－10集《特殊较量》（上、下）
- 第11集《天外来客》
- 第12集《意外的周折》
- 第13集《不同待遇》
- 第14集《锻炼》
- 第15－16集《刘星从军记》（上、下）
- 第17集《自强自立》
- 第18集《两种恐惧》
- 第19－20集《儿子告老子》（上、下）
- 第21集《无事生非》
- 第22集《拯救精灵》
- 第23集《神秘的礼物》
- 第24集《捂起眼睛》
- 第25－26集《进退两难》（上、下）<夏东海辞去编导工作>
- 第27集《爸爸真棒》
- 第28集《修理大师》
- 第29集《家庭主夫》
- 第30集《孩子是典范》
- 第31－32集《走向世界》（上、下）
- 第33集《崇高的奉献》
- 第34集《无价之宝》
- 第35集《旅游风波》
- 第36集《在那遥远的地方》
- 第37集《结婚纪念日》
- 第38集《虐待》
- 第39集《刘星的微笑》
- 第40集《意料之外》
- 第41集《东方不亮西方亮》
- 第42集《富家小姐》
- 第43－44集《新贵公子》（上、下）
- 第45集《让我看看你的牙》
- 第46集《险些成名》<夏东海入职《京城少年》杂志社>
- 第47集《完美生活》
- 第48集《自作自受》
- 第49－50集《一个都不能少》（上、下）
- 第51－52集《出国风波》（上、下）
- 第53集《成人聚会》
- 第54集《心理咨询》
- 第55集《知心大姐》
- 第56集《姥姥的心愿》
- 第57集《特约记者》
- 第58集《学会忘记》
- 第59－60集《走出孤独》（上、下）
- 第61集《我的星座》
- 第62集《家长联盟》
- 第63集《周班长的故事》
- 第64集《远方来个姨姥姥》
- 第65集《小试牛刀》
- 第66集《一张演出票》
- 第67集《寻宝记》
- 第68集《帮忙》
- 第69－70集《换了爸妈》（上、下）
- 第71集《老妈赶考记》
- 第72集《有车族》
- 第73集《学习委员》
- 第74集《老顽童》
- 第75集《兄弟情深》
- 第76集《转学风波》
- 第77集《凡高啊，凡高》
- 第78集《代人受过》
- 第79－80集《美国男孩》（上、下）
- 第81集《如此道歉》
- 第82集《秘密》
- 第83－84集《换房旅游》（上、下）
- 第85集《营养师的实验》
- 第86集《榜样》
- 第87集《我本善良》
- 第88集《姥姥的爱》
- 第89集《减压》
- 第90集《隐身衣》
- 第91－92集《借我一个家》（上、下）
- 第93集《快乐足球》
- 第94集《一双鞋的代价》
- 第95集《小龙虾的悲喜剧》
- 第96集《姥姥也美丽》
- 第97集《家有信息台》
- 第98集《不受重视》
- 第99集《中秋快乐》
- 第100集《一张旧照片》

### 第三部
- 第1－2集《琴声动我心》（上、下）
- 第3集《刘梅的论文》
- 第4集《鼓励教育》
- 第5集《冤家对头》<杨欣、淘淘初登场>
- 第6集《妈妈要参军》
- 第7集《刘星的失眠》
- 第8集《祝你健康》
- 第9－10集《如此排名》（上、下）
- 第11－12集《缘来如此》（上、下）<老王夫妇初登场>
- 第13－14集《最佳搭档》（上、下）
- 第15集《汉堡包与炸酱面》
- 第16集《一场虚惊》
- 第17－18集《大厨》（上、下）
- 第19－20集《智者千虑》（上、下）
- 第21－22集《漫长的等待》（上、下）
- 第23集《两只蝴蝶》
- 第24集《明日之星》
- 第25集《危险人物》
- 第26集《朋友》
- 第27集《我的父母我做主》
- 第28集《走向新生活》
- 第29集《少林少林》
- 第30集《哥们义气》
- 第31集《紧急疏散》
- 第32集《义卖风波》
- 第33集《特殊体验》
- 第34集《一夜奇梦》
- 第35集《神奇的门锁》
- 第36集《商机》
- 第37－38集《补课》（上、下）
- 第39－40集《我的志愿》（上、下）<夏雪考大学落榜>
- 第41－42集《临别之际》（上、下）
- 第43－44集《我们要独立》（上、下）
- 第45－46集《社区勇士》（上、下）
- 第47集《勇气》
- 第48集《大扫除》
- 第49－50集《夏雪的工作》（上、下）
- 第51集《眼睛跳》
- 第52集《家有宝贝》
- 第53－54集《造型师》（上、下）
- 第55－56集《请接受我》（上、下）
- 第57集《我有我创意》
- 第58－59集《鼻子》（上、下）<夏雪回归学业>
- 第60集《我的妈妈》
- 第61集《可爱的骗局》
- 第62－63集《神秘三号》（上、下）
- 第64－65集《谁领养谁》（上、下）
- 第66集《找感觉》
- 第67－68集《热锅上蚂蚁》（上、下）<胡一统加入杨欣家庭>
- 第69－70集《消费的权利》（上、下）
- 第71集《家庭暴力》
- 第72集《报答》
- 第73－74集《神秘的女孩》（上、下）
- 第75－76集《度日如年》（上、下）
- 第77集《减肥记》
- 第78集《掉包记》
- 第79集《发泄墙》
- 第80集《谁说我不在乎》
- 第81集《趣味比赛》
- 第82－83集《知心朋友》（上、下）
- 第84集《送礼》
- 第85集《英雄的烦恼》
- 第86集《追不回来的足球》
- 第87集《亲情安慰》<夏东海荣升总编>
- 第88集《室友的烦恼》
- 第89集《将好事进行到底》
- 第90集《我猜猜猜》
- 第91集《阳刚之美》
- 第92集《全家总动员》
- 第93集《作家兄弟》
- 第94集《是对是错》
- 第95－96集《重归于好》（上、下）
- 第97集《拼出新生活》
- 第98集《以旧换新》
- 第99－100集《超级业主》（上、下）

### 第四部
- 第1集《雾里看花》
- 第2集《夏雨的X计划》
- 第3集《爱的误区》
- 第4集《朋友贵相知》
- 第5集《空城计》
- 第6集《种豆得豆》<璐璐家庭初登场>
- 第7集《信任测试》
- 第8集《矫枉过正》
- 第9集《拯救老姐》
- 第10集《与猴共舞》
- 第11集《一字千金》
- 第12集《成功的劝捐》
- 第13集《借个小朋友》
- 第14集《一地瓜皮》
- 第15－16集《拾金不昧》（上、下）
- 第17集《好人刘星》
- 第18集《谁的“自由日”》
- 第19－20集《走出抑郁》（上、下）
- 第21集《海豹鼻子》
- 第22集《才艺大赛》
- 第23集《请家教》
- 第24集《夏老师》
- 第25集《成绩单》
- 第26集《誓不罢休》
- 第27集《难忍的承诺》
- 第28集《谁说我都在乎》
- 第29集《爱心赛车》
- 第30集《赛车风波》
- 第31集《一个篱笆三个桩》
- 第32集《白吃的海鲜面》
- 第33－34集《意思意思》（上、下）
- 第35集《我叛逆，所以我存在》
- 第36集《夏雨的善良》
- 第37集《老赖舅舅》
- 第38集《曹操的碗》
- 第39集《耳朵》
- 第40集《老鼠爱大米》
- 第41集《狂飚》
- 第42集《妈妈的承诺》
- 第43－44集《智商问题》（上、下）
- 第45集《新来的班主任》<何老师初登场>
- 第46集《讲演大赛》
- 第47集《夏雨的问题》
- 第48集《隐形的功臣》
- 第49－50集《青春危机》（上、下）
- 第51－52集《知难而进》（上、下）
- 第53－54集《特殊刺激》（上、下）
- 第55集《我们的秘密》
- 第56集《另类宠物》
- 第57集《互送礼物》
- 第58集《钓鱼高手》
- 第59集《手机》
- 第60集《受伤的鸽子》
- 第61－62集《道歉》（上、下）
- 第63集《两棵小白菜》
- 第64集《拒绝污染》
- 第65－66集《用心良苦》（上、下）
- 第67集《出走英雄梦》

## 收视率
该剧收视率一直相对较高。第一、二部在北京、上海、辽宁、山东、江西、山西各地方电视台均创造了较高收视率，进入了当地收视前三甲；在央视重播仍取得平均收视率0.9%的成绩，成为同时段收视率最高的电视剧。在江西最高曾达到22.7％。第三部由于受到角色换人等影响，收视率有所下降，但仍有1.2％的收视率，最高曾在河北电视台获得过2.3％的收视率。

## 荣誉
第23届中国电视金鹰奖长篇电视剧奖、优秀长篇电视剧奖。

## 中国大陆以外电视台转播
2007年，香港無綫電視购下了在香港地区的播映权，并于2008年开始在J2播出，为广东话配音版本。在無綫買下有關版權後不久，澳門澳廣視也買下了此劇和動畫版的轉播版權，於澳視澳門台以普通話原聲版本播放。2007年5月，星空卫视获得中国境外的播映权。2008年，台湾八大电视台获得在台湾地区的播映权。2008年，TOP TV數碼電視中文台LA 18.6獲得美國洛杉磯地區的播映權。

## 备注
1. ↑  演员本人后来先后改名“盛冠森”“盛少”
2. ↑  演员本人后改名“杨云溪”
3. ↑  本名“句兆杰”
4. ↑  刘岩在第二部的第9～10集《特殊较量》（上、下）中扮演戴天高的新女友“麦穗”。
5. ↑  杨青在第一部中饰演过夏家邻居“宋阳”。
6. ↑  本名“盛瓅尹”
7. ↑  夏力薪在第一部第69-70集《亲亲宝贝》（上、下）中饰演过刘梅的好友“白丫”。
8. ↑  角色和第三部的“老王”为不同人。
9. ↑  李晔在第一部第72集《玩的艺术》中饰演过刘星的新家教“袁老师”，外号“眼镜蛇”。
10. ↑  此集片头曲前的开头部分延续上一集结尾，但与本集内容毫无关联。

## 电视节目的变迁
| 台灣 緯來育樂台 星期一至五 08:00~08:30 | 台灣 緯來育樂台 星期一至五 08:00~08:30 | 台灣 緯來育樂台 星期一至五 08:00~08:30 |
| -------------------------------------- | -------------------------------------- | -------------------------------------- |
|                                        | 家有兒女 （待查）                      |                                        |
| 待查                                   | 馬文的戰爭                             |                                        |

| 马来西亚 astro AEC 星期一至五 19:00 - 20:00 | 马来西亚 astro AEC 星期一至五 19:00 - 20:00 | 马来西亚 astro AEC 星期一至五 19:00 - 20:00 |
| ------------------------------------------- | ------------------------------------------- | ------------------------------------------- |
|                                             | 家有儿女 （2024年月日－2025年月日）         |                                             |
| —                                           | —                                           |                                             |